# مولي لامونت
مولي لامونت (بالإنجليزية: Molly Lamont)‏ هي ممثلة بريطانية، ولدت في 22 مايو 1910 في جنوب أفريقيا، وتوفيت في 7 يوليو 2001 ببرينتووود في الولايات المتحدة بسبب مرض.

## أعمال

### أفلام
- (1937) الحقيقة البشعة
- (1942) سأجدك في مكان ما

## وصلات خارجية
- مولي لامونت على موقع IMDb (الإنجليزية)
- مولي لامونت على موقع قاعدة بيانات الفيلم (الإنجليزية)